# Saded
Strollad an Deskadurezh Eil Derez o Saded (Grup de l'Educació Secundària) és una associació bretona fundada el 1962 que es proposa la creació de nous mots per al bretó amb la finalitat de permetre un ensenyament multidisciplinari en a (amb arrels del grec i préstecs del francès). Anys més tard Diwan aprofitarà part del vocabulari encunyat per SADED, de manera que s'aproxima al d'altres llengües europees tot bretonitzant les formes. També ha influït en el diccionari bretó d'An Here.